# Alp Arslan
Pour les articles homonymes, voir Arslan.
Alp Arslan (Persan : آلپ ارسلان ālp arslān, Arabe : الب ارسلان alb arslān ou آلب آرسلان ālb ārslān, Turc : Alp Arslan), né le 20 janvier 1029 et mort le 15 décembre 1072 à Amou-Daria, fut le deuxième sultan de la dynastie Seldjoukide, et arrière-petit-fils de Seldjouk, fondateur éponyme de la dynastie.
Son véritable nom est Muhammad bin Da'ud Chaghri, mais ses prouesses militaires, ses talents de guerrier, sa ténacité et sa bravoure lui ont valu le surnom آلپ ارسلان Alp Arslan, soit « Lion Héroïque » en turc.

## Carrière

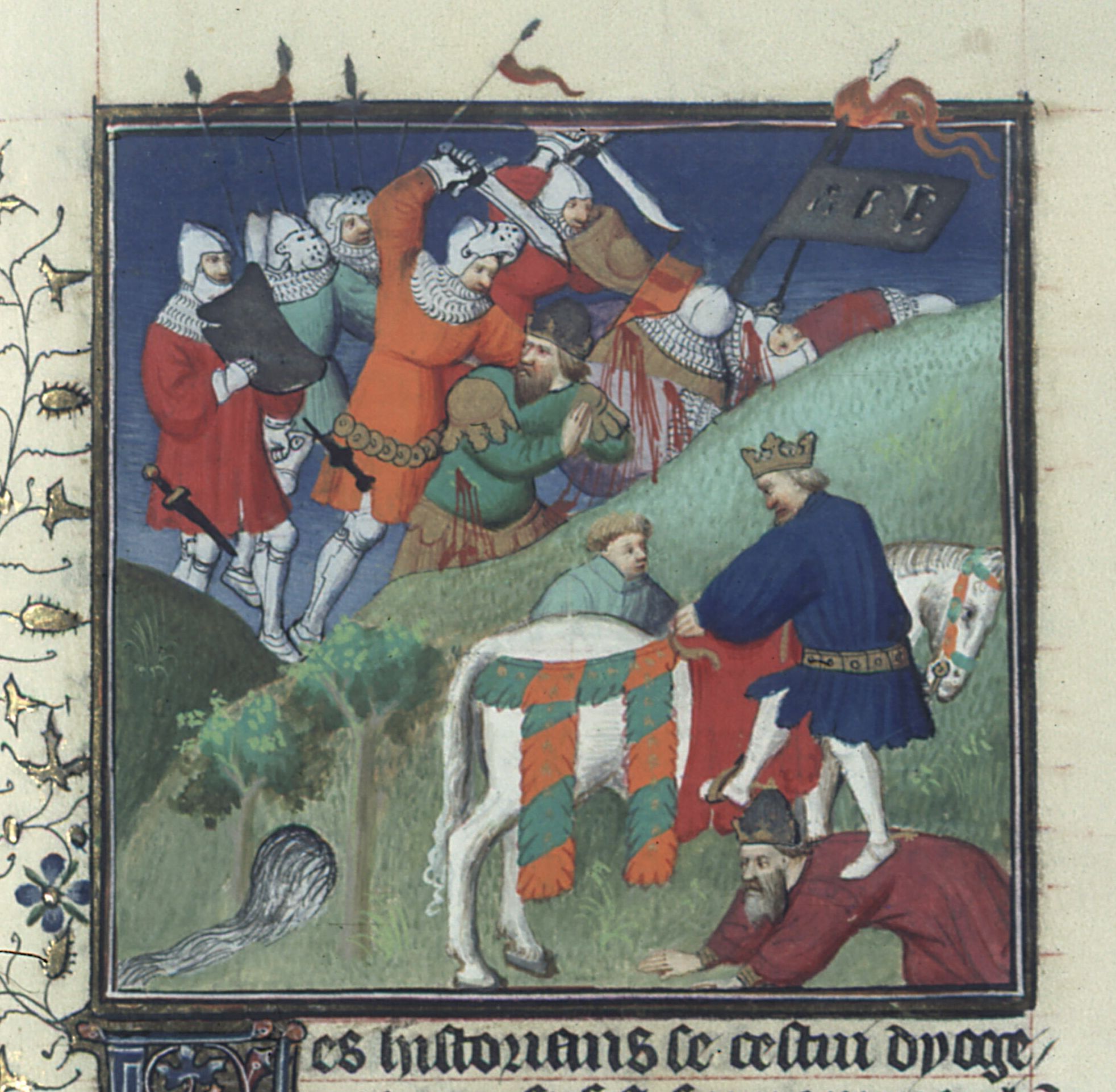
Bataille de Manzikert.

Il succède à son père Chaghri Bey (en) en tant que gouverneur du Grand Khorasan en 1059. Lorsque son oncle Toghrul-Beg décède, Suleiman (un frère d'Alp Arslan) lui succède. Alp Arslan et Kutalmış — un cousin de son père — font d'abord alliance pour contester vivement cette succession, puis entrent en conflit. Alp Arslan vainc Kutalmış lors d'une bataille le 27 avril 1064 et devient ainsi le sultan fondateur du grand empire seldjoukide, régnant en Perse de l'Oxus au Tigre.
Dans son œuvre de consolidation de l'empire et de soumission des voisins récalcitrants, il est secondé par son vizir Nizam al-Mulk, considéré comme un des plus éminents hommes d'État des débuts de l'histoire du Moyen-Orient musulman.
Après avoir établi la paix et la sécurité au sein de ses possessions territoriales, il convoque un conseil d'État à l'issue duquel il impose son fils Malik Shah Ier comme héritier et successeur au trône. Il le marie avec la princesse qarakhanide Terken Khatoun. Il part ensuite étendre son empire à la tête de son armée, commandant personnellement sa cavalerie et traverse l'Euphrate, entre en Cappadoce et s'empare de sa capitale Césarée de Cappadoce, avant de marcher sur l'Arménie et la Géorgie, qui tombent en 1064.

## Luttes avec l'Empire byzantin
En 1068, en route pour la Syrie, Alp Arslan envahit l'Empire byzantin. L'Empereur Romain IV Diogène, assumant en personne le commandement de son armée, rencontre les envahisseurs en Cilicie. Après trois campagnes ardues - les deux premières commandées par l'empereur en personne, la troisième commandée par Manuel Comnène (grand-oncle de l'Empereur Manuel Ier Comnène -, les Turcs sont repoussés au-delà de l'Euphrate. En 1071, Romain part encore en campagne en tête d'une armée de 60 000 hommes, comprenant un contingent de Turcs Coumans et des contingents francs et normands sous le commandement de Roussel de Bailleul, et entre en Arménie.

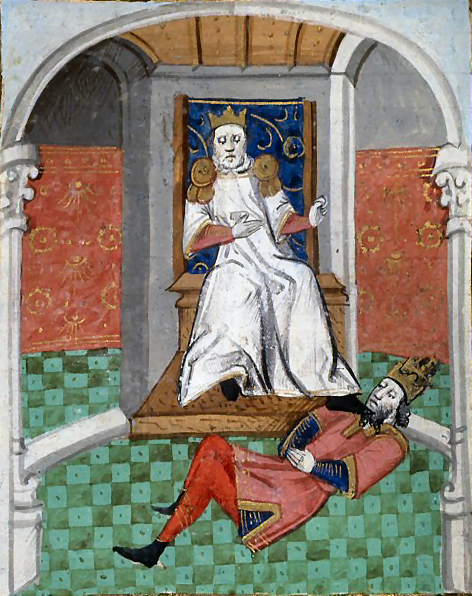
Alp Arslan humiliant l'empereur Romain IV Diogène après la bataille de Manzikert. Gravure française du XVe siècle.

À Manzikert, sur la rivière Murat Nehri au nord du lac de Van, Romain IV Diogene est intercepté par Alp Arslan. Le sultan lui propose la paix sous conditions, Romain refuse et les deux armées s'affrontent à la bataille de Manzikert. Les mercenaires coumans qui combattent pour l'empereur byzantin font immédiatement défection en faveur du sultan seldjoukide et, voyant cela, « les mercenaires occidentaux se débandèrent ». Les Byzantins seront écrasés.
L'empereur Romain IV est capturé et conduit au sultan vainqueur, qui le traite généreusement et le renvoie chargé de présents et escorté d'une garde, après de longues tractations de paix. Selon un manuel de jeu de rôles médiéval, les paroles suivantes auraient été échangées entre le sultan et son prisonnier :
Alp Arslan : « Que feriez-vous de moi si je vous étais présenté en tant que prisonnier ? »
Romain IV : « Peut-être vous tuerais-je, ou vous exhiberais-je dans les rues de Constantinople. »
Alp Arslan : « Un bien plus cruel châtiment vous attend. Je vous pardonne et vous rends votre liberté. »
La victoire d'Alp Arslan modifie l'équilibre des forces en Asie mineure et ce à l'avantage incontestable des Seldjoukides et musulmans sunnites. Malgré le fait que l'Empire byzantin durera encore quatre autres siècles, et que les croisades menaceront épisodiquement l'hégémonie musulmane, la victoire de Manzikert constitue le point de départ de la montée en puissance turque en Anatolie. La majorité des historiens, dont Edward Gibbon, considèrent la défaite de Manzikert comme le début de la fin de l'Empire romain d'Orient. Il est certain que la colonisation de l'Anatolie par des paysans turcs après la bataille, met fin à la période d'exploitation byzantine de la région, qui lui fournissait tant d'hommes et de ressources.

## Organisation de l'empire
La force d'Alp Arslan dépend de la force militaire de son royaume. Les affaires domestiques et internes à son empire sont gérées par son habile vizir, Nizam Al Mulk, vrai fondateur de l'organisation administrative qui caractérisera et renforcera le sultanat durant les règnes d'Alp Arslan et de son fils Malik Shah. Les fiefs militaires gouvernés par des princes seldjoukides sont créés afin d'apporter une aide et un support aux conquêtes militaires, et pour sédentariser les Turcs nomades venus s'établir en Anatolie. Ce type d'organisation administrative permet aux Turcs nomades d'exploiter les ressources des Perses et Turcs sédentaires de l'Empire seldjoukide, et permet à Alp Arslan d'entretenir une énorme armée professionnelle, sans pour autant dépendre des tributs et des pillages pendant les campagnes, pour payer ses hommes. Il dispose de nourriture en suffisance pour nourrir ses soldats, et les taxes prélevées sur les revenus de la population et sur les transactions financières des marchands et commerçants lui permettent de financer ses conquêtes en permanence.
Selon le poète Saadi : « Arslan possédait un fort, érigé à hauteur d'Alvand Rud, et pour tous ceux qui vivaient dans ses murs, ses routes dessinaient un labyrinthe comme les boucles d'une future mariée ». À un voyageur, Arslan demanda un jour : « N'as-tu jamais vu, pendant tes voyages, une forteresse aussi solide que celle-ci ? Elle est splendide, répondit le voyageur, mais je ne pense pas qu'elle confère beaucoup de puissance. Avant vous, ne fut-elle pas entre les mains d'autres rois, avant qu'ils ne trépassent ? Après vous, n'y aura-t-il pas d'autres rois qui en prendront possession, en dégustant les fruits de l'arbre de votre espoir ? » Le fort fut finalement pillé par les Mongols dirigés par Houlagou Khan.

## Mort
La domination d'Alp Arslan après Manzikert s'étend sur la majorité de l'Asie Occidentale. Il se prépare à marcher sur le Turkestan, région d'origine de ses ancêtres. Avec une puissante armée, il avance jusqu'aux rives de l'Oxus. Cependant, afin de pouvoir franchir la rivière en sécurité, il veut soumettre les forteresses riveraines. L'une d'entre elles est ardemment défendue par son gouverneur Khorezmien, Yussef el-Harezmi qui, obligé de se rendre, est conduit auprès du sultan, qui le condamne à mort. Dans un acte de désespoir, Yussef dégaine une dague et se rue vers le sultan. Alp Arslan, voulant profiter de chaque occasion pour asseoir sa réputation de meilleur archer de son temps, ordonne à ses gardes de ne pas intervenir mais de se contenter de lui tendre son arc. Il vise le gouverneur, mais au moment de tirer son pied glisse, la flèche ne fait qu'effleurer sa cible, et le sultan reçoit en plein torse la dague de l'assassin. Alp Arslan meurt des suites de sa blessure quatre jours plus tard, le 25 novembre 1072, âgé de quarante-deux ans. Sa dépouille est transportée à Merv où elle est inhumée auprès de son père Chaghri Beg. Une phrase fait office d'épitaphe : « Ô ceux qui ont vu la grandeur d'Alp Arslan atteindre les hauts cieux, observez ! Il est sous le ténébreux sol à présent… »
Alors qu'il est à l'agonie, Alp Arslan murmure à son fils que c'est sa vanité qui l'a tué : « Hélas, entouré de grands guerriers dévoués à ma cause, gardé nuit et jour par eux-mêmes, j'aurais dû leur accorder la permission de faire leur devoir. J'avais été averti concernant mes tentatives de me protéger moi-même, et contre le fait de laisser mon courage venir s'interposer entre moi-même et mon bon sens. J'avais oublié ces avertissements, et me voici allongé, mourant pris dans les tourments de l'agonie. Retiens bien ces leçons, et ne laisse jamais ta vanité submerger ton bon sens… »

## Héritage
La conquête de l'Anatolie est considérée comme un motif des croisades.
De 2002 à 2008, sous la réforme calendaire turkmène (en), le mois d'août fut renommé « Alp Arslan » en l'honneur de la bataille de Manzikert gagnée par ce dernier.

## Dans la culture
- Samarcande est le titre d'un roman de Amin Maalouf mettant en scène Omar Khayyam, Hasan Sabbah et Nizam al-Mulk ainsi qu’Alp Arslan et Malik Shah Ier.